# Ukrainas sju underverk

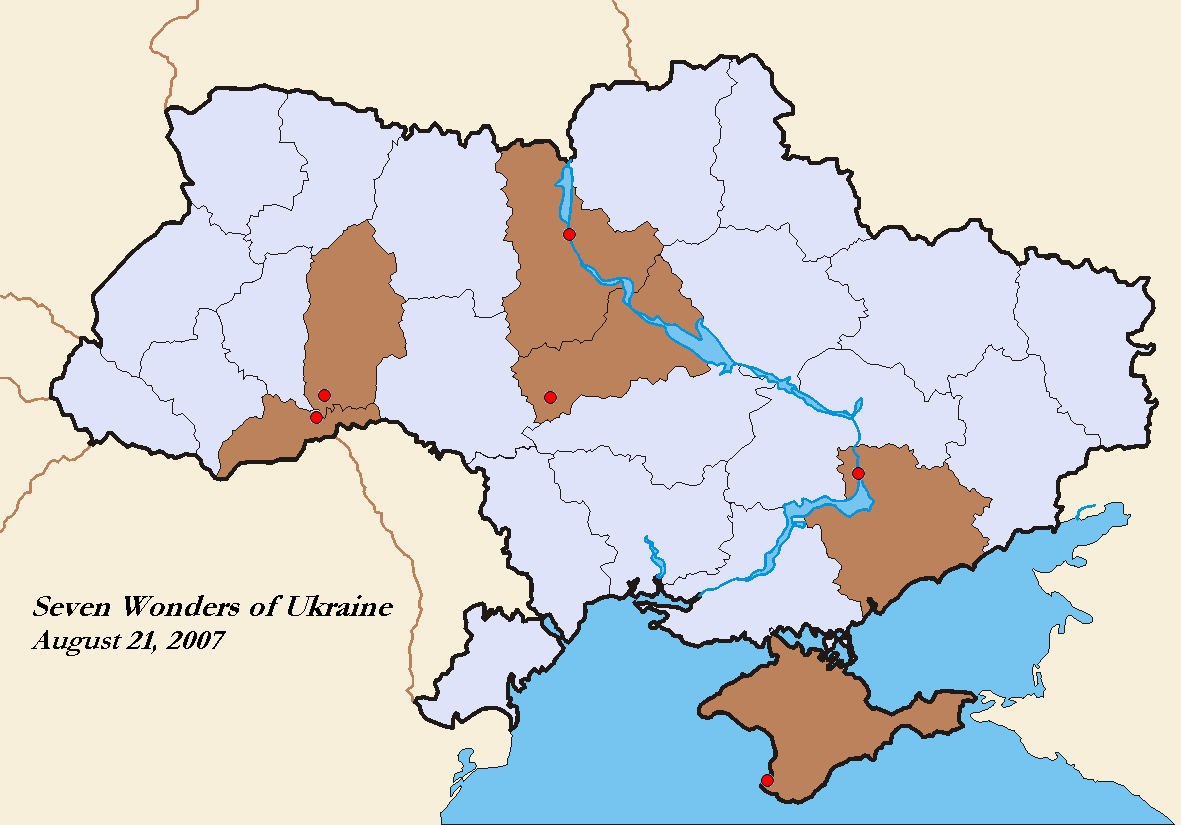
Ukrainas sju underverk.

Ukrainas sju underverk (ukrainska: Сім чудес України [ˈsʲim ʈ͡ʂuˈd̪ɛs ukraˈjinɨ]) är landets sju märkvärdigaste historiska byggnadsverk som valdes 2007.

## De sju underverken
| Nr    | Namn                                    | Läge                                     | Bild                                                          |
| ----- | --------------------------------------- | ---------------------------------------- | ------------------------------------------------------------- |
| 1 / 2 | Sofiaparken                             | Uman, Tjerkasy oblast                    | The landscape of the Sofiyivsky Park.                         |
| 1 / 2 | Petjerskaklostret - Kiev Pechersk Lavra | Kiev                                     | Kiev Pechersk Lavra.                                          |
| 3 / 4 | Kamjanets-Podilskyj                     | Kamjanets-Podilskyj, Chmelnytskyj oblast | General view of the Kamianets-Podilskyi Castle.               |
| 3 / 4 | Chortytsia                              | Zaporizjzja, Zaporizjzja oblast          | View Khortytsia and the nearby Dnieper Hydroelectric Station. |
| 5     | Chersonesos (Chersonesos Tavriysky)     | Sevastopol                               | The remains of the city of Chersonesos.                       |
| 6     | Sofiakatedralen                         | Kiev                                     | The Saint Sophia Cathedral.                                   |
| 7     | Chotynborgen                            | Chotyn, Tjernivtsi oblast                | Panoramic view of the Khotyn Fortress.                        |